# Le mie prigioni (miniserie televisiva)
Le mie prigioni è uno sceneggiato televisivo della Rai trasmesso nel 1968. Era tratto dall'omonimo romanzo autobiografico completato da Silvio Pellico nel 1832.
L'adattamento televisivo della fiction era dovuto a Sandro Bolchi (responsabile anche della regia), Domenico Campana, Dante Guardamagna e Lucio Mandarà (questi ultimi tre firmatari della sceneggiatura).
Lo sceneggiato andò in onda sull'allora programma nazionale in quattro puntate, nella prima serata della domenica (abitualmente dedicata all'epoca alla prosa televisiva), dal 7 gennaio al 28 gennaio 1968.

## Cast
Il cast era formato da attori di vaglia di formazione prettamente teatrale. Oltre agli interpreti principali, tra cui il grande Raoul Grassilli, comprendeva una inedita Gigliola Cinquetti in veste di attrice (nei panni di Zanze), e tre mostri sacri del teatro: Wanda Capodaglio, Fosco Giachetti e Sergio Tofano. La distribuzione era completata da: Tino Bianchi, Tino Carraro, Ferruccio De Ceresa, Loris Gafforio, Adolfo Geri, Roldano Lupi, Paul Müller, Cesare Polacco, Arnoldo Foà e Carmen Scarpitta

## Critica
L'Enciclopedia della televisione ha valutato come riuscita la trasposizione sul piccolo schermo del romanzo di Pellico, lodando particolarmente l'interpretazione - toccante ma misurata - del protagonista Grassilli nei panni del patriota letterato piemontese che aderì agli ideali della Giovine Italia mazziniana e le cui vicissitudini umane e politiche sono narrate con dovizia di particolari nel libro autobiografico.
Parole di elogio, sul piano della recitazione, vengono riservate anche alla prova di Arnoldo Foà (all'epoca attore teatrale già affermato) nei panni del Consigliere Salvotti.